# Marilyna pleurosticta
Marilyna pleurosticta är en fiskart som först beskrevs av Günther 1872.  Marilyna pleurosticta ingår i släktet Marilyna och familjen blåsfiskar. Inga underarter finns listade i Catalogue of Life.